# Cheiloxya
Cheiloxya es un género de coleópteros adéfagos de la familia Carabidae.

## Especies
Contiene las siguientes especies:
- Cheiloxya binotata (Castelnau, 1833)
- Cheiloxya longipennis W. Horn, 1891